# Montier-en-Der
Montier-en-Der è un comune francese di 2 162 abitanti situato nel dipartimento dell'Alta Marna nella regione del Grand Est.

## Società

### Evoluzione demografica
Abitanti censiti